# 学生证

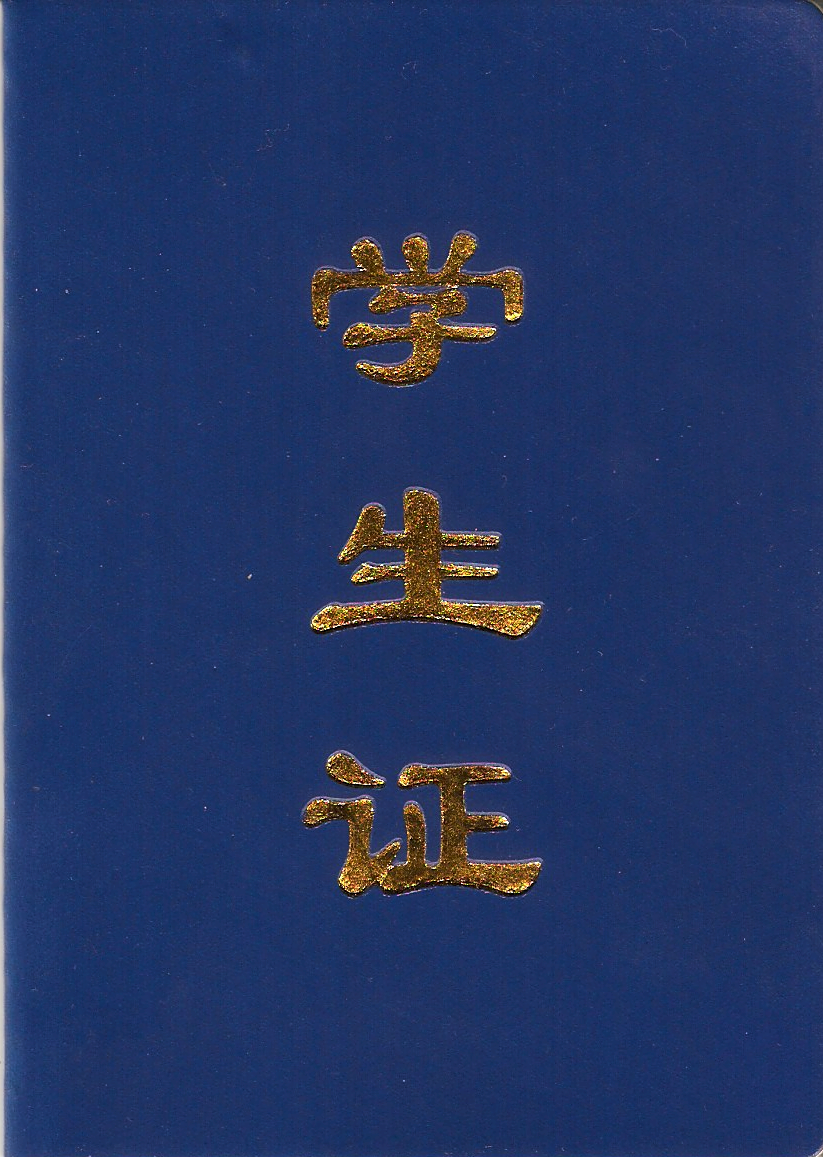
一本学生证的封面

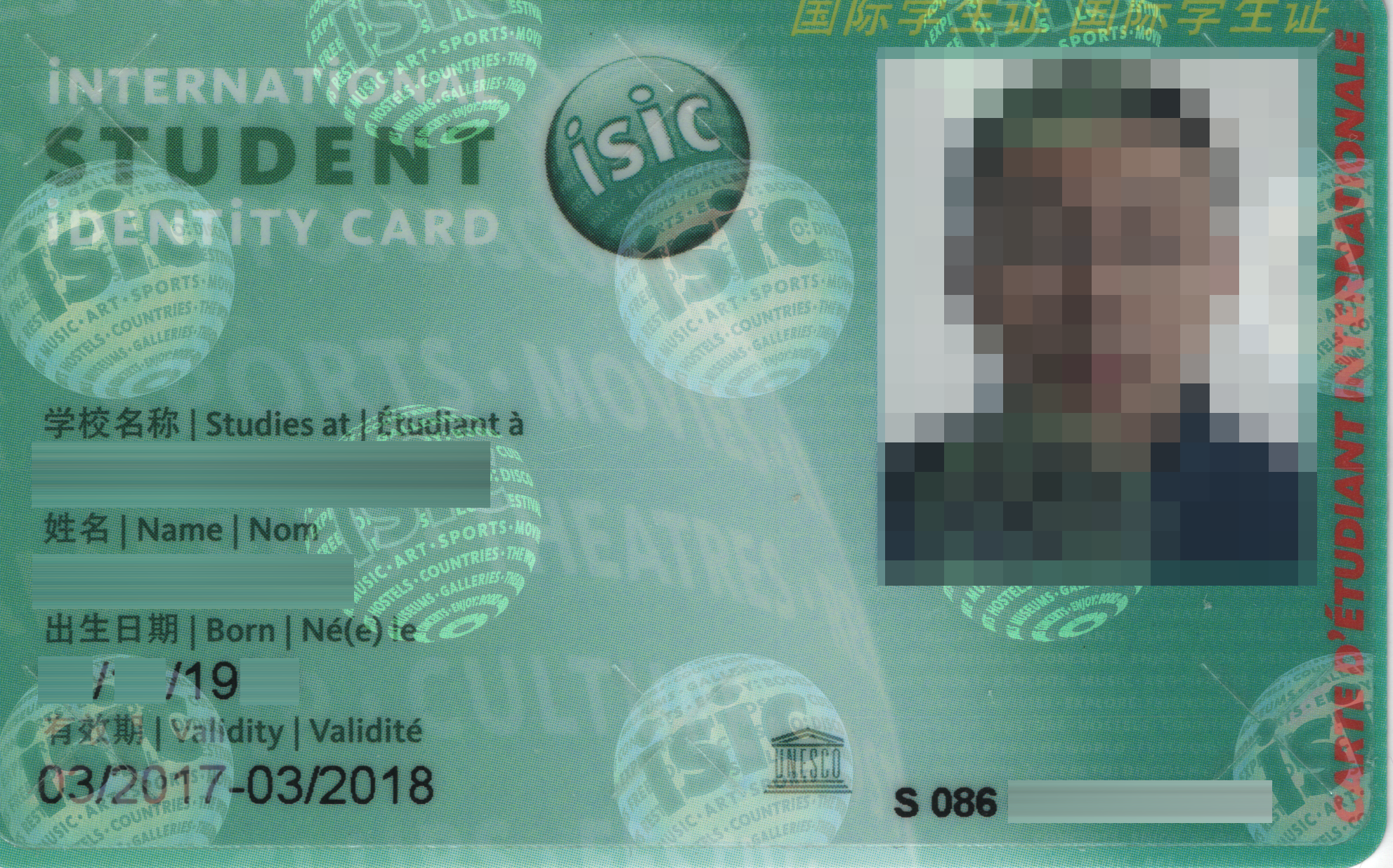
一張中國發行的國際學生證

学生证是学校发放的用以证明学生所属学校的证件。学生证一般都会有院校名称、学生姓名、籍贯、出生日期等内容。在中華民國、中华人民共和国、日本或其他國家，其主管機關不會規範学生证的統一样式，而是由各級学校或地方教育主管機關定制其学生证的样式。
此外，學生證除了作為識別學生學籍的功能外，在多數國家亦提供「數位學生證」，結合電子錢包、門禁卡等功能，方便學生搭乘大眾運輸或消費。